# Dilar vietnamensis
Dilar vietnamensis är en insektsart som beskrevs av Zakharenko 1991. Dilar vietnamensis ingår i släktet Dilar och familjen Dilaridae. Inga underarter finns listade i Catalogue of Life.